# Sender Himmelhof
Der Sender Himmelhof ist eine Sendeanlage der Österreichische Rundfunksender GmbH, die sich auf dem Himmelhof, einer Aussichtswiese im Westen Wiens, befindet. Von diesem Standort werden einige Bezirke im Westen Wiens und die zu Niederösterreich gehörende Gemeinde Purkersdorf vor den Toren Wiens versorgt, die aufgrund der geographischen Gegebenheiten nicht vom Sender Kahlenberg erreicht werden. Als Antennenträger dient ein freistehender Betonturm.

## Frequenzen und Programme

### Analoger Hörfunk (UKW)
| Frequenz (MHz) | Programm               | RDS PS   | Senderlogo | RDS PI                | Regionalisierung | ERP (kW)      | Antennendiagramm rund (ND)/gerichtet (D) | Polarisation horizontal (H)/vertikal (V) |
| -------------- | ---------------------- | -------- | ---------- | --------------------- | ---------------- | ------------- | ---------------------------------------- | ---------------------------------------- |
| 87,8           | Ö1                     | __OE_1__ |            | A201                  | –                | 0,8 (0,4/0,4) | D (80°–150°, 280°–340°)                  | H / V                                    |
| 91,0           | FM4                    | __FM4___ |            | A213                  | –                | 0,095         | D (80°–150°, 280°–340°)                  | H                                        |
| 95,3           | Radio Wien             | RADIO-W_ |            | AC0C                  | Wien             | 0,8 (0,4/0,4) | D (80°–150°, 280°–340°)                  | H / V                                    |
| 97,5           | kronehit               | kronehit |            | A3FF/ A6FF (regional) | Niederösterreich | 0,2           | D (270°–330°)                            | H                                        |
| 101,3          | Hitradio Ö3            | __OE_3__ |            | A203                  | –                | 0,8 (0,4/0,4) | D (80°–150°, 280°–340°)                  | H / V                                    |
| 106,9          | Radio Niederösterreich | RADIO-N_ |            | A602                  | Niederösterreich | 0,3           | D (270°–300°)                            | H                                        |

### Analoges Fernsehen (PAL)
Vor der Umstellung auf DVB-T diente der Sendestandort auch für analoges Fernsehen:
| Kanal | Frequenz (MHz) | Programm   | ERP (kW) | Sendediagramm rund (ND)/ gerichtet (D) | Polarisation horizontal (H)/ vertikal (V) |
| ----- | -------------- | ---------- | -------- | -------------------------------------- | ----------------------------------------- |
| 9     | 203,25         | ORF 1      | 0,2      | D                                      | H                                         |
| 30    | 543,25         | ATV        | 2,2      | D                                      | H                                         |
| 41    | 631,25         | ORF 2 Wien | 2,5      | D                                      | H                                         |